# Rui Caeiro
Rui Caeiro (Vila Viçosa, 27 de Junho de 1943 - Oeiras, 29 de Janeiro de 2019) foi um escritor português. Foi considerado como um dos principais autores, tradutores e editores literários independentes em Portugal.

## Biografia

### Nascimento e formação
Nasceu na localidade de Vila Viçosa em 27 de Junho de 1943. Concluiu uma licenciatura em direito pela Universidade de Lisboa.

### Carreira profissional e literária
Iniciou a sua carreira profissional ao serviço da empresa Electricidade de Portugal, tendo posteriormente deixado o seu emprego para se dedicar à literatura. Trabalhou igualmente como advogado, tendo nessa altura iniciado as suas actividades literárias como editor de uma revista cultural. Destacou-se pela sua carreira como escritor de poesia, que durou cerca de três décadas, tendo lançado a sua primeira obra, Deus, sobre o magno problema da existência de Deus, em 1988. Foi um dos mais marcante escritores independentes em Portugal, tendo lançado as suas obras através de edições de autor ou empresas independentes.
Trabalhou igualmente como editor durante cerca de dez anos, junto com o escritor Vítor Silva Tavares, na Editora &etc, que foi uma das principais iniciativas de edição independente em Portugal. Também foi um dos mais importantes tradutores no meio literário português, tendo sido responsável por trazer para portugal obras de grandes autores estrangeiros como Roberto Juarroz, Ramón Gómez de la Serna e Miguel de Unamuno. Também traduziu livros de Rainer Maria Rilke, Robert Desnos, Cesare Pavese, Marguerite Yourcenar, Henri Roorda, Nâzim Hikmet, Henri Michaux, Roger Martin du Gard. Para a editora Pianola, traduziu a obra Carta a D de André Gorz.

### Falecimento
Faleceu em 29 de Janeiro de 2019, aos 75 anos de idade, na sua residência em Oeiras. A causa da morte foi um cancro, do qual já sofria há muito tempo.

## Homenagens
Na sequência do seu falecimento, o presidente da república, Marcelo Rebelo de Sousa, e a ministra da Cultura, Graça Fonseca, emitiram notas de pesar, tendo a ministra sublinhado a qualidade de Rui Caeiro como autor independente.

## Obras publicadas
- Deus, sobre o magno problema da existência de Deus (1988)
- Sobre a nossa morte bem muito obrigado (1989)
- Livro de Afectos (1992)
- Quarto Azul e outros poemas (2011)
- Deus e Outros Animais (2015)
- Diálogos Marados/Um Maluco Vem Pousar-me Na Mão (2018)